# 셰나

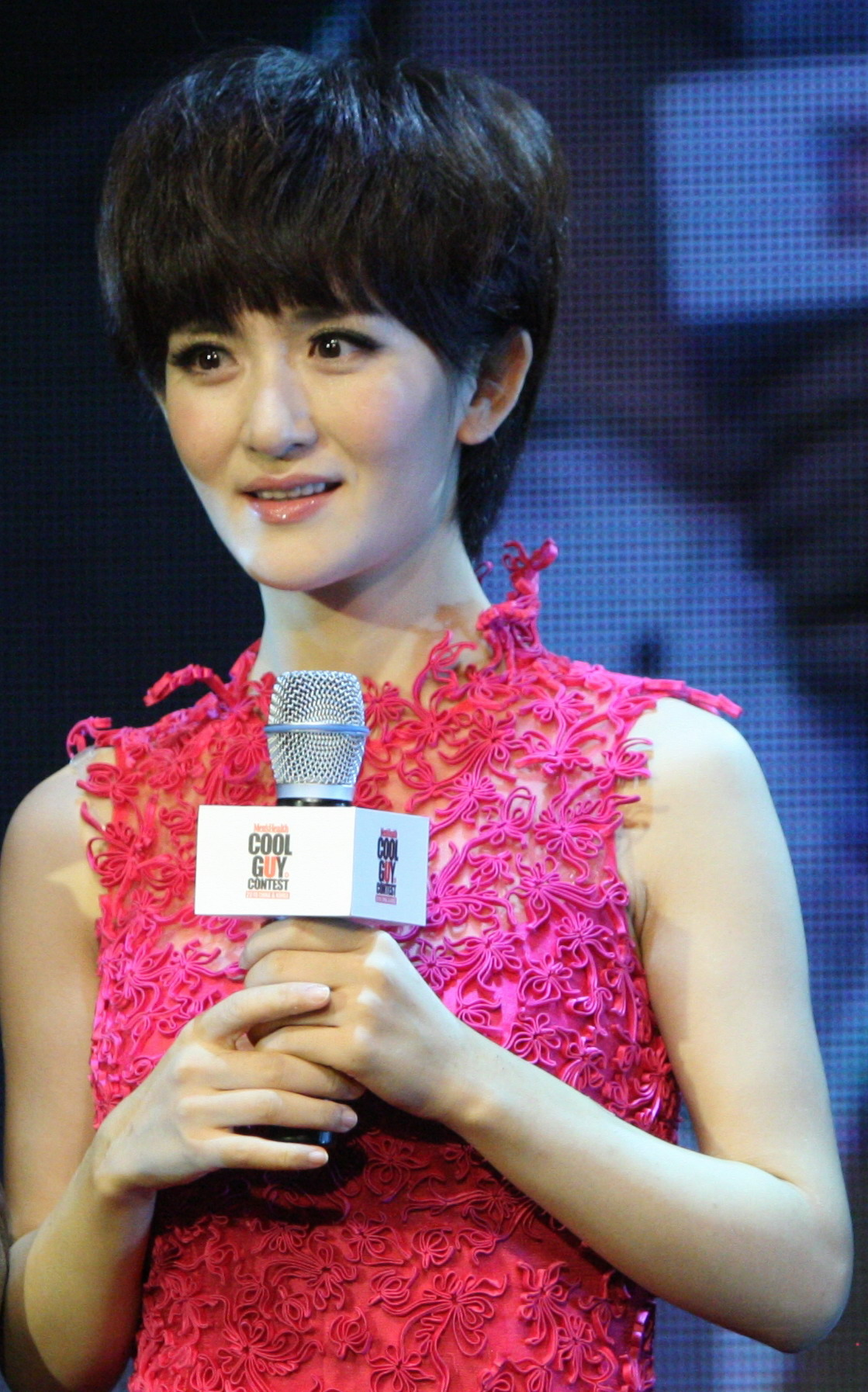

셰나(Xie Na, 1981년 5월 6일 ~ )는 중화인민공화국의 가수, 자서전 작가, 배우이다.
더양시에서 태어났다.

## 방송
- 고추와 김치
- 미녀불괴
- 사조영웅전 2008
- 쾌락대본영

## 영화
- 대택남 (2014년)
- 마지막 대모험 (2013년)
- 일로광분 (2013년)
- 아적남남남남붕우 (2013년)
- 쾌락도가 (2013년)
- 고추와 김치 (2012년)
- 메리 어 퍼펙트 맨 (2012년)
- 미려밀령 2 (2011년)
- 나나의 장미 전쟁 (2010년)
- 미려밀령 (2010년)
- 연애통고 (2010년)
- 화성몰사 (2009년)
- 추영 (2009년) - 소미 역
- 사조영웅전 2008 (2008년) - 화쟁공주 역
- 대전영 2.0 - 량개사과적황당사 (2007년)
- 미지의 여인에게서 온 편지 (2004년)